# Riddick Bowe
Riddick Lamont Bowe (* 10. August 1967 in Brooklyn New York) ist ein ehemaliger US-amerikanischer Schwergewichtsboxer. Er war einer der wenigen unumstrittenen Boxweltmeister nach der Aufspaltung der Boxverbände. So hielt er die Weltmeistertitel aller vier großen Boxverbände – der World Boxing Association, des World Boxing Council, der International Boxing Federation und der World Boxing Organization. Letzteren allerdings zu einem späteren Zeitpunkt.

## Amateur
Bowe wuchs als jüngstes von 13 Geschwistern in Brownsville in New York auf, demselben Stadtteil wie Mike Tyson. Tyson zählte zu seinen Spielkameraden. Er begann mit zwölf Jahren zu boxen und erlernte den Sport in einem Heim.
Bowe erreichte eine im Amateurboxen ungewöhnlich hohe K.-o.-Quote. 1985 wurde er in Bukarest Juniorenweltmeister im Halbschwergewicht, wobei er jeden seiner drei Kämpfe bereits vorzeitig in der ersten Runde gewann. Bei den Panamerikanischen Spielen 1987 in Indianapolis belegte er nach der Niederlage im Halbfinale gegen den Kubaner Jorge Luis González einen dritten Platz im Superschwergewicht. Er nahm 1988 an den Olympischen Spielen in Seoul teil, besiegte Biko Botowamungu durch K. o. in der zweiten Runde, Peter Hrivňák durch K. o. in der ersten Runde sowie Alexander Miroschnitschenko 5:0 nach Punkten und verlor erst im Finale gegen Lennox Lewis, womit er für die USA die Silbermedaille gewann.
- Amateurbilanz: 104 Siege – 18 Niederlagen

- 3. Junioren-Weltmeisterschaft 1985 in Bukarest: 1. Platz im Halbschwergewicht
- 4. Weltcup 1985 in Seoul: 4. Platz im Halbschwergewicht
- 10. Panamerikanische Spiele 1987 in Indianapolis: 3. Platz im Superschwergewicht
- US-Meisterschaft 1988 in Colorado Springs: 3. Platz im Superschwergewicht
- 24. Olympische Sommerspiele 1988 in Seoul: 2. Platz im Superschwergewicht

## Profikarriere 1989–1996
Nach der Niederlage bei den Olympischen Spielen begann er im März 1989 seine Profikarriere. Sein Manager Rock Newman verpflichtete mit Eddie Futch den Ex-Trainer von Joe Frazier und Ken Norton. Seine Aufbaugegner galten als sehr stark, so schlug er unter anderem Bruce Seldon, den Amateurweltmeister und Olympiasieger Tyrell Biggs, Pinklon Thomas, Bert Cooper und Pierre Coetzer k. o. und besiegte den ehemaligen WBA-Weltmeister Tony Tubbs nach Punkten.
Mike Tyson verlor 1990 unerwartet seine Weltmeistertitel an Buster Douglas, der danach von Evander Holyfield entthront wurde. Nach der Inhaftierung Tysons 1992, die einen Kampf zwischen ihm und Holyfield verhinderte (der dann 5 Jahre später stattfinden sollte) wurde dann ein Quasi-Turnier zur Bestimmung des „wahren“ Schwergewichtsweltmeisters verabredet. Dabei sollte Titelträger Holyfield gegen Bowe, Lennox Lewis gegen Donovan Ruddock und schließlich die Sieger aus diesen Kämpfen gegeneinander antreten.
Am 13. November 1992 boxte Bowe gegen Holyfield, den er in einem spektakulären, aktionsreichen Duell nach Punkten besiegte. Bowe war somit Weltmeister der drei allgemein anerkannten Verbände WBA, IBF und WBC.
Anfang 1993 wurde Bowe aufgefordert, seinen WBC-Titel gegen Pflichtherausforderer Lennox Lewis zu verteidigen, der sich zuvor gegen Ruddock durchsetzen konnte. Doch Bowe warf den WBC-Gürtel vor laufenden Kameras in eine Mülltonne. Der Titel wurde ihm aberkannt und Lewis zugesprochen. Für die folgenden sechs Kämpfe schloss Bowe sodann mit Time Warner einen Vertrag über 100 Millionen Dollar. Danach verteidigte er die WBA- und IBF-Titel gegen den ehemaligen WBA-Weltmeister Michael Dokes und gegen den eher durchschnittlichen Jesse Ferguson für sechs Millionen Dollar pro Kampf.
Am 6. November kam es zum Rückkampf zwischen ihm und Holyfield, der gerade ein Comeback geschafft hatte. Bowe verlor den Kampf überraschend knapp nach Punkten, es war seine erste Niederlage im Profiboxen. Holyfield hatte unter seinem neuen Trainer Emanuel Steward Gewicht zugelegt und überraschte Bowe mit einer unerwarteten Kontertaktik.
1994 bestritt er einige Aufbaukämpfe gegen ungeschlagene Gegner. Zunächst trat er gegen Buster Mathis jr. (Bilanz 14-0) an; der Kampf wurde allerdings ohne Wertung abgebrochen, nachdem Bowe den knienden Mathis in der 4. Runde regelwidrig ausknockte. Anschließend besiegte er Larry Donald (Bilanz 16-0) hoch nach Punkten. Bowe hatte Donald bei der Pressekonferenz ins Gesicht geschlagen.
Bei den einflussreichsten drei Verbänden war er aber mysteriöserweise nicht mehr auf den vorderen Plätzen der Ranglisten zu finden. So interessierte er sich für den Titel der damals in den USA nicht besonders angesehenen WBO. Am 11. März 1995 kam es zum Kampf gegen den WBO-Weltmeister Herbie Hide (Bilanz 26-0), den Bowe durch K. o. in der sechsten Runde gewann. Er verteidigte den Titel einmal durch K. o. (ebenfalls in Runde 6) gegen Jorge Luis González (Bilanz 23-0), der ihn als Amateur geschlagen hatte, bevor er ihn niederlegte, da Holyfield nicht um diesen Titel boxen wollte.
Am 4. November 1995 boxte er in einem Nichttitelkampf ein drittes Mal gegen Evander Holyfield und besiegte ihn durch Technischen K. o. in der achten Runde, nachdem er in der sechsten Runde erstmals in seiner Karriere selbst zu Boden gegangen war. Nach diesem Kampf – immerhin Holyfields erste K.-o.-Niederlage – galt er kurzfristig auch ohne Titel als bester Mann im Schwergewicht. Umso überraschender kam daher sein schneller Abstieg.
Am 11. Juli 1996 boxte er gegen Andrzej Gołota (Bilanz 28-0). Außenseiter Gołota, der für sein unfaires Boxen berüchtigt war, wurde klar in Führung liegend in der siebten Runde wegen wiederholter Tiefschläge disqualifiziert. Nach dem Kampf attackierten Bowes Betreuer Gołota und lösten eine Massenschlägerei aus.
Auch im Rückkampf im Dezember wurde Gołota in der neunten Runde disqualifiziert, wieder aufgrund von Tiefschlägen, wieder in Führung liegend. Bowe war zwei Mal am Boden, Gołota einmal.
Nach dem Rückkampf gab Bowe jedoch seinen Rücktritt vom Boxsport bekannt, da beide Vorstellungen sehr enttäuschend waren. Er trat im Dezember 1996 kurzfristig dem United States Marine Corps, der US-Marineinfanterie, bei.

## Nach dem Boxen
1998 machte Bowe Schlagzeilen, als er seine Frau und seine fünf Kinder entführte. Zu einem Urteil kam es erst im Frühjahr 2002. Bowe musste für achtzehn Monate ins Gefängnis, im April 2004 wurde er wieder entlassen.
2005 beantragte Bowe persönliche Insolvenz.

## Comeback in den Ring
Nur fünf Monate nach der Entlassung aus dem Gefängnis stieg er wieder in den Ring, und zwar gegen Marcus Rhode aus Oklahoma (damalige Bilanz 29-25) und gewann durch Technischen K. o. in der zweiten Runde.
Anfang 2005 kamen Spekulationen auf, ob Bowe nicht gegen Mike Tyson boxen wolle, da beide Boxer eine Genehmigung beantragt hatten, im Juni in Washington, D.C. boxen zu dürfen. Doch Bowe bestritt seinen nächsten Kampf dann am 7. April in Temecula gegen Billy Zumbrun und konnte sich nur knapp nach Punkten durchsetzen. Die Experten waren von diesem Auftritt wenig begeistert. Bowe wurde nicht mehr zu den Top-Schwergewichtlern gerechnet, der 1,96 m große Bowe hatte in seiner Bestform Mitte der 1990er Jahre ein Kampfgewicht von rund 108 kg, inzwischen waren es über 125 kg.
Weitere geplante Kämpfe (u. a. gegen Michael Steeds, George Linberger und Daniil Peretyatko) wurden abgesagt, bevor es am 13. Dezember 2008 dann doch zu einem weiteren Kampf kam. Hierbei konnte Bowe den allerdings wenig renommierten deutschen Schwergewichtler Gene Pukall einstimmig nach Punkten bezwingen.
Am 14. Juni 2013 stieg Bowe mit deutlichem Übergewicht im Alter von 46 Jahren erstmals als Muay-Thai-Kämpfer in den Ring. Sein Gegner war der Russe Levgen Golovin. Bowe verlor durch TKO in Runde 2. Dieser Kampf blieb sein bisher einziger in diesem Wettkampfsport.

## Liste der Profikämpfe
| 43 Siege (33 K.-o.-Siege), 1 Niederlagen, 0 Unentschieden |               |                                                                                      |                                                               |                                                     |
| Jahr                                                      | Tag           | Ort                                                                                  | Gegner                                                        | Ergebnis für Bowe                                   |
| 1989                                                      | 6. März       | Lawlor Events Center, Reno, Nevada, Vereinigte Staaten                               | Lionel Butler                                                 | Sieg / TKO 2. Runde                                 |
| 1989                                                      | 14. April     | Trump Plaza Hotel, Atlantic City, New Jersey, Vereinigte Staaten                     | Tracy Thomas                                                  | Sieg / TKO 3. Runde                                 |
| 1989                                                      | 9. Mai        | Resorts International, Atlantic City, New Jersey, Vereinigte Staaten                 | Garing Lane                                                   | Punktsieg (einstimmig) / 4 Runden                   |
| 1989                                                      | 2. Juli       | Cumberland Co. Memorial Arena, Fayetteville, North Carolina, Vereinigte Staaten      | Antonio Whiteside                                             | Sieg / TKO 1. Runde                                 |
| 1989                                                      | 15. Juli      | Harrah's Marina Hotel Casino, Atlantic City, New Jersey, Vereinigte Staaten          | Lorenzo Canady                                                | Sieg / TKO 2. Runde                                 |
| 1989                                                      | 3. September  | Pensacola, Florida, Vereinigte Staaten                                               | Lee Moore                                                     | Sieg / KO 1. Runde                                  |
| 1989                                                      | 15. September | Gleason's Arena, Brooklyn, New York, Vereinigte Staaten                              | Anthony Hayes                                                 | Sieg / KO 1. Runde                                  |
| 1989                                                      | 19. September | Veteran's Coliseum, Jacksonville, Florida, Vereinigte Staaten                        | Earl Lewis                                                    | Sieg / TKO 1. Runde                                 |
| 1989                                                      | 19. Oktober   | Trump Plaza Hotel, Atlantic City, New Jersey, Vereinigte Staaten                     | Mike Acey                                                     | Sieg / TKO 1. Runde                                 |
| 1989                                                      | 4. November   | Trump Plaza Hotel, Atlantic City, New Jersey, Vereinigte Staaten                     | Garing Lane                                                   | Sieg / TKO 4. Runde                                 |
| 1989                                                      | 18. November  | Coolidge High School, Washington, District of Columbia, Vereinigte Staaten           | Don Askew                                                     | Sieg / TKO 1. Runde                                 |
| 1989                                                      | 28. November  | Alumni Arena, Buffalo, New York, Vereinigte Staaten                                  | Art Card                                                      | Sieg / TKO 3. Runde                                 |
| 1989                                                      | 14. Dezember  | Saint Joseph, Missouri, Vereinigte Staaten                                           | Charles Woolard                                               | Sieg / TKO 2. Runde                                 |
| 1990                                                      | 20. Februar   | Trump Plaza Hotel, Atlantic City, New Jersey, Vereinigte Staaten                     | Mike Robinson                                                 | Sieg / TKO 3. Runde                                 |
| 1990                                                      | 1. April      | DC Armory, Washington, District of Columbia, Vereinigte Staaten                      | Robert Colay                                                  | Sieg / TKO 2. Runde                                 |
| 1990                                                      | 14. April     | Mirage Hotel & Casino, Las Vegas, Nevada, Vereinigte Staaten                         | Eddie Gonzales                                                | Punktsieg (einstimmig) / 8 Runden                   |
| 1990                                                      | 8. Mai        | Harrah's Marina Hotel Casino, Atlantic City, New Jersey, Vereinigte Staaten          | Jesus Contreras                                               | Sieg / KO 1. Runde                                  |
| 1990                                                      | 8. Juli       | Harrah's Marina Hotel Casino, Atlantic City, New Jersey, Vereinigte Staaten          | Art Tucker                                                    | Sieg / TKO 3. Runde                                 |
| 1990                                                      | 7. September  | UDC Physical Activities Center, Washington, District of Columbia, Vereinigte Staaten | Pinklon Thomas                                                | Sieg / TKO 8. Runde                                 |
| 1990                                                      | 25. Oktober   | Mirage Hotel & Casino, Las Vegas, Nevada, Vereinigte Staaten                         | Bert Cooper                                                   | Sieg / TKO 2. Runde                                 |
| 1990                                                      | 14. Dezember  | Kansas City, Missouri, Vereinigte Staaten                                            | Tony Morrison                                                 | Sieg / KO 1. Runde                                  |
| 1991                                                      | 2. März       | Harrah's Marina Hotel Casino, Atlantic City, New Jersey, Vereinigte Staaten          | Tyrell Biggs                                                  | Sieg / TKO 8. Runde                                 |
| 1991                                                      | 20. April     | Caesars Hotel & Casino, Atlantic City, New Jersey, Vereinigte Staaten                | Tony Tubbs                                                    | Punktsieg (einstimmig) / 10 Runden                  |
| 1991                                                      | 28. Juni      | Mirage Hotel & Casino, Las Vegas, Nevada, Vereinigte Staaten                         | Rodolfo Marin                                                 | Sieg / KO 2. Runde                                  |
| 1991                                                      | 23. Juli      | Harrah's Marina Hotel Casino, Atlantic City, New Jersey, Vereinigte Staaten          | Phillip Brown                                                 | Sieg / TKO 3. Runde                                 |
| 1991                                                      | 9. August     | Convention Hall, Atlantic City, New Jersey, Vereinigte Staaten                       | Bruce Seldon                                                  | Sieg / KO 1. Runde                                  |
| 1991                                                      | 29. Oktober   | Convention Center, Washington, District of Columbia, Vereinigte Staaten              | Elijah Tillery WBC-Continental Schwergewicht-Meisterschaft    | Sieg / Disqualifikation 1. Runde                    |
| 1991                                                      | 13. Dezember  | Convention Hall, Atlantic City, New Jersey, Vereinigte Staaten                       | Elijah Tillery                                                | Sieg / TKO 4. Runde                                 |
| 1992                                                      | 7. April      | Harrah's Marina Hotel Casino, Atlantic City, New Jersey, Vereinigte Staaten          | Conroy Nelson                                                 | Sieg / KO 1. Runde                                  |
| 1992                                                      | 8. Mai        | Riviera Hotel & Casino, Las Vegas, Nevada, Vereinigte Staaten                        | Everett Martin                                                | Sieg / TKO 5. Runde                                 |
| 1992                                                      | 18. Juli      | Mirage Hotel & Casino, Las Vegas, Nevada, Vereinigte Staaten                         | Pierre Coetzer                                                | Sieg / TKO 7. Runde                                 |
| 1992                                                      | 13. November  | Thomas & Mack Center, Las Vegas, Nevada, Vereinigte Staaten                          | Evander Holyfield IBF/WBA/WBC-Schwergewicht-Weltmeisterschaft | Punktsieg (einstimmig) / 12 Runden                  |
| 1993                                                      | 6. Februar    | Madison Square Garden, New York, New York, Vereinigte Staaten                        | Michael Dokes IBF/WBA-Schwergewicht-Titelverteidigung         | Sieg / TKO 1. Runde                                 |
| 1993                                                      | 22. Mai       | RFK Stadium, Washington, District of Columbia, Vereinigte Staaten                    | Jesse Ferguson WBA-Schwergewicht-Titelverteidigung            | Sieg / KO 2. Runde                                  |
| 1993                                                      | 6. November   | Caesars Palace, Las Vegas, Nevada, Vereinigte Staaten                                | Evander Holyfield IBF/WBA-Schwergewicht-Titelverteidigung     | Punktniederlage (Mehrheitsentscheidung) / 12 Runden |
| 1994                                                      | 13. August    | Convention Hall, Atlantic City, New Jersey, Vereinigte Staaten                       | Buster Mathis jr.                                             | Ungültig / Abbruch in Runde 4                       |
| 1994                                                      | 3. Dezember   | Caesars Palace, Las Vegas, Nevada, Vereinigte Staaten                                | Larry Donald WBC-Continental Schwergewicht-Meisterschaft      | Punktsieg (einstimmig) / 12 Runden                  |
| 1995                                                      | 11. März      | MGM Grand, Las Vegas, Nevada, Vereinigte Staaten                                     | Herbie Hide WBO-Schwergewicht-Weltmeisterschaft               | Sieg / KO 6. Runde                                  |
| 1995                                                      | 17. Juni      | MGM Grand, Las Vegas, Nevada, Vereinigte Staaten                                     | Jorge Luis González WBO-Schwergewicht-Titelverteidigung       | Sieg / KO 6. Runde                                  |
| 1995                                                      | 11. November  | Caesars Palace, Las Vegas, Nevada, Vereinigte Staaten                                | Evander Holyfield                                             | Sieg / TKO 8. Runde                                 |
| 1996                                                      | 11. Juli      | Madison Square Garden, New York, New York, Vereinigte Staaten                        | Andrzej Gołota                                                | Sieg / Disqualifikation 7. Runde                    |
| 1996                                                      | 14. Dezember  | Convention Center, Atlantic City, New Jersey, Vereinigte Staaten                     | Andrzej Gołota                                                | Sieg / Disqualifikation 9. Runde                    |
| 2004                                                      | 25. September | Fire Lake Casino, Shawnee, Oklahoma, Vereinigte Staaten                              | Marcus Rhode                                                  | Sieg / TKO 2. Runde                                 |
| 2005                                                      | 7. April      | Pechanga Resort & Casino, Temecula, California, Vereinigte Staaten                   | Billy Zumbrun                                                 | Punktsieg (geteilte Entscheidung) / 10 Runden       |
| 2008                                                      | 13. Dezember  | SAP-Arena, Mannheim, Baden-Württemberg, Deutschland                                  | Gene Pukall                                                   | Punktsieg (einstimmig) / 8 Runden                   |
| Quelle: Riddick Bowe in der BoxRec-Datenbank              |               |                                                                                      |                                                               |                                                     |